# Dunbläcksvamp
Dunbläcksvamp (Coprinopsis lagopus) är en svampart. Dunbläcksvamp ingår i släktet Coprinopsis och familjen Psathyrellaceae.  Arten är reproducerande i Sverige.

## Underarter
Arten delas in i följande underarter:
- vacillans
- lagopus

## Källor

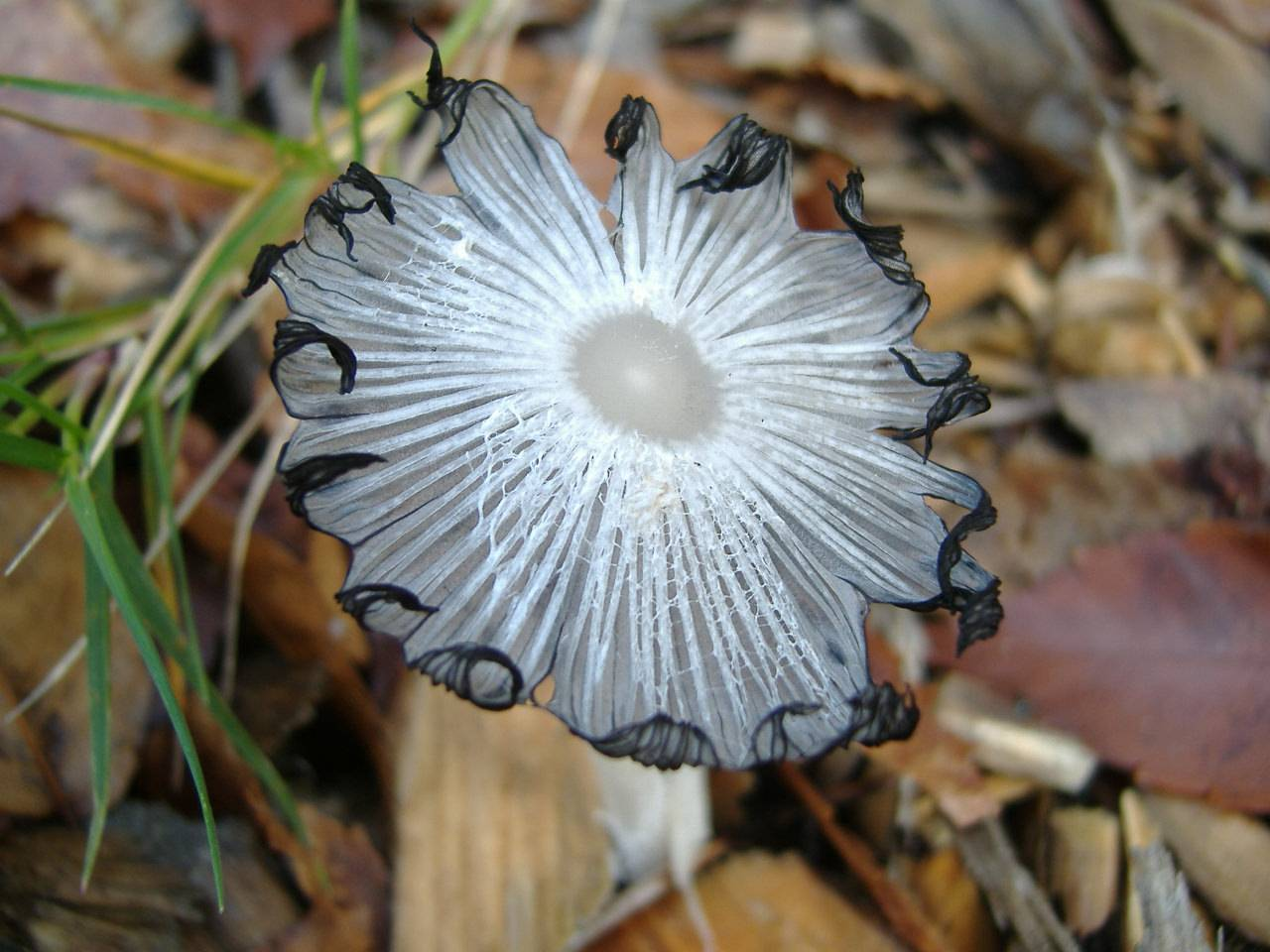
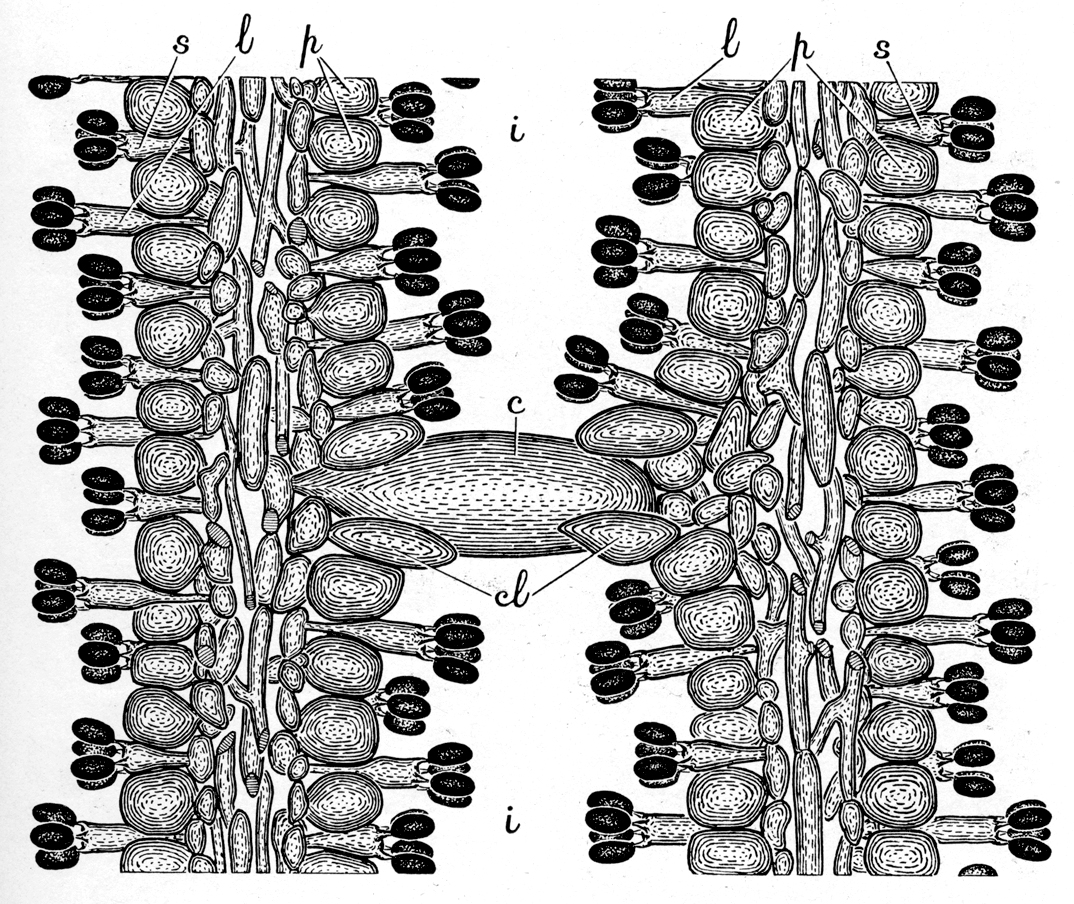
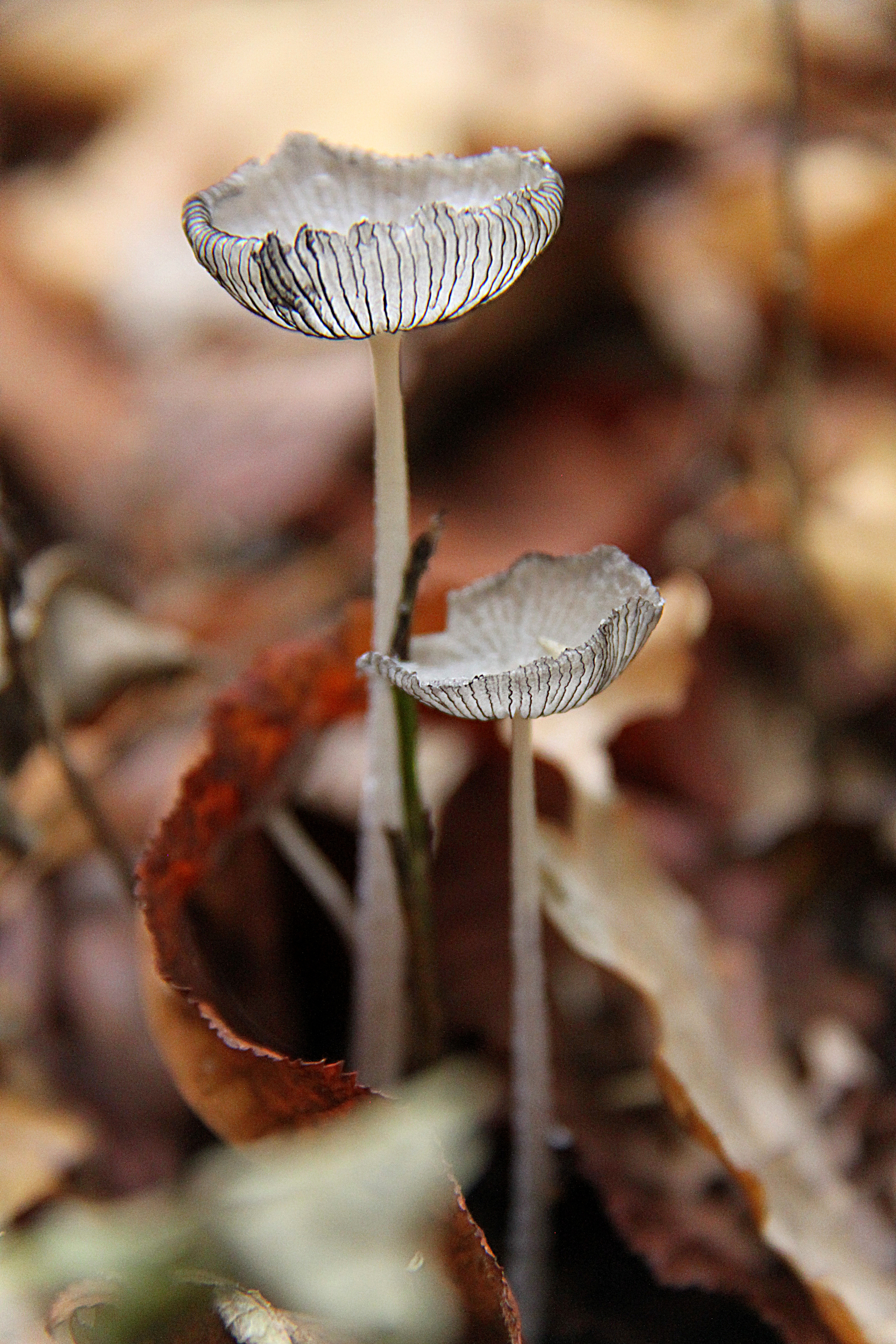
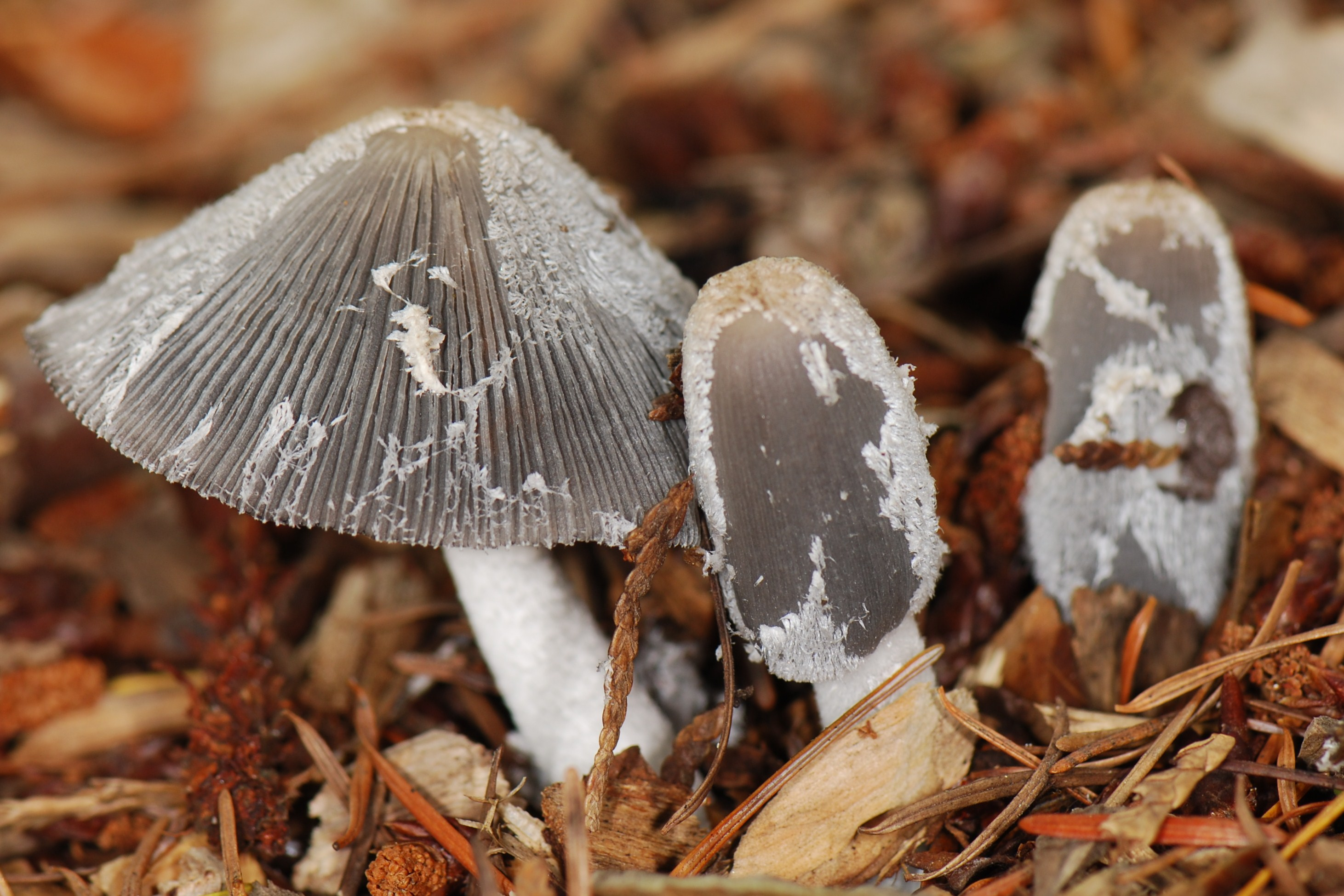